# Joseph Reinach
Joseph Reinach, född 30 september 1856 i Paris, död där 18 april 1921, var en fransk-judisk politiker och journalist. Han var bror till Salomon och Théodore Reinach.
Reinach blev Léon Gambettas medarbetare i République française. När Gambetta 1881 bildade regering blev Reinach dennes kabinettschef. Senare utgav han Gambettas efterlämnade skrifter. År 1889 valdes Reinach till deputerad efter en skarp press- och valkampanj mot boulangismen. Han var under senare delen av 1890-talet en av Dreyfus mest talangfulla och energiska försvarare. Under första världskriget var Reinach under signaturen "Polybe" verksam som publicist och arbetade på att hos den civila befolkningen bekämpa defaitismen.